# Section 31
 (novembre 2024).
Ne doit pas être confondu avec Star Trek: Section 31.
Dans l'univers de fiction de Star Trek, la Section 31 est une branche secrète de Starfleet.

## Mission
Elle peut être comparée aux services de renseignement comme le Tal Shiar de l'Empire Stellaire Romulien ou l'Ordre Obsidien de l'Union Cardassienne, à la différence que son existence n'a jamais été confirmée par les autorités. Son but est de protéger la Fédération à tout prix contre toute menace, sans que ses concitoyens en aient conscience.

## Histoire
Son existence — complètement inconnue du grand public — remonte à la charte d'origine de la Fédération. Plus précisément, son nom provient de la Section 31 de l'Article 14 de la Charte de Starfleet, qui concerne les mesures d'urgences extraordinaires prise en temps de crise extrême, et qui constitue d'après elle sa base légale.
Au XXIIe siècle, la Section 31, par l'entremise de l'agent Harris, recruta le Lieutenant Malcolm Reed pour ses opérations, mais il ne fut plus un agent actif lors de son affectation sur l'Enterprise NX-01. Toutefois, quand le Dr Phlox, médecin de bord du vaisseau, fut capturé par les Klingons, Harris ordonna à Reed de ralentir l'Enterprise pour permettre à Phlox de trouver un remède à un virus qui frappait ses ravisseurs, l'idée de la Section 31 étant de stabiliser l'Empire Klingon pour le bénéfice de la Fédération ; mais après le sauvetage du médecin, Reed refusa toute nouvelle implication avec Harris. Il n'eut toutefois pas d'autre choix que de revenir auprès de lui quand le mouvement xénophobe Terra Prime tenta d'expulser par la force toute présence alien hors du système solaire. L'agent lui fournit des informations cruciales, mais le prévint que celles-ci auraient un prix.
Au XXIIIe siècle, la Section 31 développa le Projet Dédale — projet visant à maîtriser le voyage temporel — pour obtenir un avantage stratégique face aux Klingons qui eurent la même idée. Toutefois, le projet fut anéanti par un raid klingon, et ces derniers abandonnèrent leurs propres recherches. La Section 31 participa 20 ans plus tard à la guerre contre les Klingons ; mais après celle-ci, elle fut confrontée à une menace à laquelle elle ne s'attendait pas : Contrôle, un système d'analyse des menaces développée par l'agence, chercha à obtenir toutes les données sur les recherches en intelligence artificielle récupérées par le Discovery afin de devenir une véritable IA et d'être en mesure d'éliminer toute vie dans l'univers. Contrôle décima les rangs de l'organisation, éliminant en particulier toute sa direction, et ce ne fut que grâce aux équipages du Discovery et de l'Enterprise qu'il fut neutralisé.
Au XXIVe siècle, la Section 31 participa à la Guerre du Dominion. L'Agent Luther Sloane tenta de recruter le Dr Julian Bashir, médecin de bord de la station Deep Space Nine, en cherchant à le convaincre qu'il était en réalité un espion du Dominion et que son seul espoir était de retourner sa veste ; mais Bashir découvrit la supercherie et déclina l'offre, indigné qu'une organisation puisse avoir autant de pouvoir. Toutefois, il accepta de rejoindre l'organisation afin de tenter d'empêcher l'assassinat d'un haut dignitaire romulien, mais ce n'était encore une fois qu'une manipulation complexe visant cette fois à infiltrer un informateur de la Section 31 au sein des hautes sphères de l'Empire Stellaire Romulien. La dernière implication connue de la Section 31 fut la création d'un virus pour exterminer les Fondateurs du Dominion, Mais Bashir et l'équipe de commandement de Deep Space Nine parvinrent à empêcher le génocide en échange de la fin de la guerre.

## Apparitions à l'écran
Elle est instaurée dans l'épisode Inquisition (saison 6, épisode 18) de Star Trek: Deep Space Nine. On la retrouve dans 4 épisodes de la quatrième saison (2005) de Star Trek: Enterprise. Elle est mentionnée dans le film Star Trek Into Darkness (2013). Elle est ensuite l'une des intrigues majeures de la seconde saison de Star Trek: Discovery. Une mention rapide en a été faite dans l'épisode "Crisis Point 2" de Star Trek: Lower Decks. Le téléfilm Star Trek: Section 31 (2025) est centré sur la section.